# هذیان نمایش ترومن
هذیان نمایش ترومن، که به‌طور غیررسمی با نام سندرم ترومن شناخته می‌شود، نوعی هذیان است که در آن فرد باور دارد زندگی‌اش نمایش واقع‌نما روی صحنه است یا کسی او را از دوربین نگاه می‌کند. این اصطلاح در سال ۲۰۰۸ توسط برادران جوئل و یان گلد، به ترتیب روانپزشک و نوروفیلوسوفر پس از فیلم نمایش ترومن ابداع شد.
هذیان نمایش ترومن در راهنمای تشخیصی و آماری انجمن روانپزشکی آمریکا فهرست نشده و به رسمیت شناخته نمی‌شود.